# 東京都総務局
東京都総務局（とうきょうとそうむきょく、英称：Tokyo Metropolitan Government Bureau of General Affairs）は、都庁の内部管理及び事務の統一的処理をする機能に属する事務、数局にわたる事業の連絡調整機能に属する事務、区市町村等の行財政運営に関する助言・連絡調整機能及び事業実施部門としての機能に属する事務を行う知事部局で、東京都では政策企画局や財務局と並ぶ官房系の局である。

## 事業所

### 総務部
都の全般及び局の総務事務、庁内管理事務、条例の立案、法規の解釈をはじめとする文書事務、局の公文書の開示等及び局の個人情報に関する連絡調整事務並びに他の局室部等に属しない事務を処理する。 また、行政訴訟及び民事訴訟に関する事務、行政不服申立事件の審理・裁決に関する事務、損害賠償額の決定及び和解に関する知事の専決処分についての事務、法的紛争を未然に防ぐための法律的意見に関する事務等を行っている。

### 復興支援対策部
東日本大震災の被災県への支援及び東京都内の避難者への支援等の連絡調整に関する事務を行っている。

### 人事部
地方公務員法に基づき任命権者としての知事が権限を有する職員の任免、服務、分限、懲戒、研修、研修、定数等人事管理全般についての計画、実施、調整の事務を行っている。なお、都全体の人事事務の一貫性を保つため、他の任命権者に対しても各種の総合調整を行っている。また、職員の基本的勤務条件である給与・勤務時間等の諸制度の検討、職員団体及び職員の労働組合に関する窓口事務、その他職員の労務管理に関する事務並びに職員が安心して職務に専念できるようにするための職員住宅その他の福利厚生、安全衛生（健康）管理、公務災害補償等を取り扱っている。 

### コンプライアンス推進部
職員の服務監察、賠償責任の調査及び外部監査に関する事務を行っている。 

### 行政部
区市町村等の地方公共団体の行財政運営に関する助言及び連絡調整、地方分権の推進、地域振興計画の策定指導、多摩及び島しょ地域に係る都の事務事業の連絡調整並びに小笠原諸島振興開発計画の推進及び調整などの事務を行っている。 

### 総合防災部
危機管理に係る情報の収集、調査・分析等に関する事務、防災計画及び復興企画に関する事務、防災に係る調査に関する事務、都民に対する防災広報に関する事務、災害発生時の応急対策事務、防災無線に関する事務、消防に関する事務、9都県市（埼玉県・千葉県・東京都・神奈川県・横浜市・川崎市・千葉市・さいたま市・相模原市）との防災・危機管理の連携に関する事務を行っている。国民保護法の制定によりテロリズムやゲリラ事案、NBC（核兵器または汚い爆弾・生物兵器・化学兵器）攻撃に対処する事務も取扱う。これら取扱う事務の特殊性から警視庁や東京消防庁、防衛省・自衛隊から派遣された兼任職員らと共に有事に備えている。コマンドルームやオペレーションルームの機能を備えた東京都防災センターや立川地域防災センターを設置している。
また、防災情報を発信するサイトの一つとして「東京都防災ホームページ」を開設している。

### 統計部
各種統計調査の実施及び統計の分析加工を通じ、庁内、区市町村をはじめ広く一般都民に統計情報を提供している。このほか、統計データの収集、統計資料の貸出し、統計相談、統計調査の全庁的な実施状況の把握及び統計調査の効率化を図るための調整を行っている。 

### 人権部
都民一人ひとりの人権が尊重される社会を実現するため、人権施策の企画立案や調整、人権尊重の理念等の普及啓発、研修、人権問題に係る相談などを行い、人権施策を総合的に推進している。また、同和問題の早期解決に向け、関係団体及び関係機関との連絡調整や同和対策事業等を行っている。前身は旧民生局同和対策室であり、1970年代から部落解放同盟による窓口一本化要求等の部落利権問題に悩まされてきた経緯を持つ。旧丸の内本庁舎時代ではオフィスを不法占拠されて職員が暴行を受ける事件（東京都政不当介入事件）が発生したほどであった。これは現在のえせ同和行為や行政対象暴力に相当する。

## 関連団体

### 政策連携団体
- 公益財団法人東京都人権啓発センター[5]
- 公益財団法人東京都島しょ振興公社[5]

### 報告団体
- 株式会社田無タワー[6]
- 一般財団法人東京都人材支援事業団[6]